# Soligaličskij rajon
Il Soligaličskij rajon (in russo Солигаличский район?) è un rajon dell'Oblast' di Kostroma, nella Russia europea; il capoluogo è Soligalič. Istituito nel 1928, ricopre una superficie di 3.070 chilometri quadrati e nel 2010 ospitava una popolazione di circa 11.000 abitanti.